# Sudoeste de Connecticut
O Sudoeste de Connecticut é uma região geográfica do estado de Connecticut, EUA. Não há definições oficiais para essa região, geralmente inclui uma ou mais das seguintes regiões localizadas totalmente ou parcialmente na parte sul de Fairfield:
- Gold Coast (área em torno de Stamford)
- Grande Bridgeport (área em torno de Bridgeport)
- The Valley (área em torno de Derby)